# 김지열
김지열(金知熱, 1988년 8월 9일 ~ )은 전 KBO 리그 kt 위즈의 외야수, 내야수, 지명타자이다. 개명 전 이름은 김사연이다.

## 한화 이글스시절
2007년에 신고선수로 입단했지만 군 복무 도중인 2011 시즌에 방출됐다.

## 넥센 히어로즈시절
군 제대 이후인 2013년에 신고선수로 입단하였다. 시즌 후 2차 드래프트를 통해 kt 위즈로 이적했다.

## kt 위즈시절
2014년 KBO 퓨처스리그 81경기에 출전해 337타수 125안타(1위), 94득점(1위), 23홈런(1위), 72타점(2위), 37도루(1위)를 기록하였으며, 타율(2위), 장타율 0.674, 출루율 0.439를 기록했다. kt 위즈의 퓨처스리그 첫 경기에서 사이클링 히트(역대 21번째)를 기록하였다.

## 출신 학교
- 석교초등학교
- 세광중학교
- 세광고등학교

## 통산 기록
| 연도 | 팀명  | 타율  | 경기 | 타수 | 득점 | 안타 | 2루타 | 3루타 | 홈런 | 루타 | 타점 | 도루 | 도실 | 볼넷 | 사구 | 삼진 | 병살 | 실책 |
| ---- | ----- | ----- | ---- | ---- | ---- | ---- | ----- | ----- | ---- | ---- | ---- | ---- | ---- | ---- | ---- | ---- | ---- | ---- |
| 2015 | KT    | 0.254 | 72   | 228  | 31   | 58   | 7     | 1     | 7    | 88   | 27   | 15   | 5    | 16   | 1    | 75   | 3    | 5    |
| 2016 | KT    | 0.250 | 20   | 56   | 6    | 14   | 1     | 0     | 0    | 15   | 4    | 1    | 2    | 7    | 0    | 10   | 3    | 0    |
| 2017 | KT    | 0.216 | 35   | 51   | 5    | 11   | 2     | 0     | 0    | 13   | 3    | 2    | 0    | 0    | 0    | 11   | 0    | 0    |
| 2018 | KT    | 0.200 | 38   | 45   | 11   | 9    | 4     | 0     | 1    | 16   | 5    | 1    | 1    | 3    | 0    | 13   | 2    | 2    |
| 통산 | 4시즌 | 0.242 | 165  | 380  | 53   | 92   | 14    | 1     | 8    | 132  | 39   | 19   | 8    | 26   | 1    | 109  | 8    | 7    |